# جورج كوهن (رسام)
جورج كوهن (بالإنجليزية: George Cohen)‏ هو فنان ورسام أمريكي، ولد في 4 أغسطس 1919 في شيكاغو في الولايات المتحدة، وتوفي في 18 أبريل 1999.